# Мэгги Мур(ы)
«Мэгги Мур(ы)» (англ. Maggie Moore(s)) — американская чёрная комедия 2023 года, снятая Джоном Слэттери по сценарию Пола Бернбаума. В главных ролях Джон Хэмм, Мика Сток и Тина Фей.
Премьера фильма состоялась на кинофестивале Tribeca в июне 2023 года. Он был выпущен в кинотеатрах США 16 июня 2023 года. Премьера в России — 29 июня.

## Сюжет
Джей Мур, неряшливый менеджер магазина сэндвичей в Бакленде, штат Нью-Мексико, ввязался в некоторые тёмные дела. Когда его жена узнаёт об этом и угрожает обратиться в полицию, он нанимает киллера, чтобы напугать её, но тот решает убить женщину. Начальник полиции Джордан Сандерс, естественно, подозревает его в убийстве жены. Чтобы отвести подозрения, Джей повторно нанимает киллера Коско, чтобы тот убил другую жертву с тем же именем, надеясь, что полицейские сочтут убийство его жены результатом ошибочной идентификации. И тогда происходящее действительно начинает выходить из-под контроля.

## В ролях
- Джон Хэмм — Джордан Сандерс
- Тина Фей — Рита Грейс
- Мика Сток — Джей Мур
- Ник Мохаммед — заместитель Редди[6]
- Хэппи Андерсон — Коско
- Мэри Холланд — Мэгги Ли Мур
- Николас Азарян — Грег
- Луиза Краузе — Мэгги Мур
- Тейт Эллингтон — Дуэйн Рич

## Восприятие
На сайте Rotten Tomatoes фильм имеет рейтинг одобрения 49 % от 71 критика со средней оценкой 5,6/10. Консенсус веб-сайта гласит: «Не настолько смешно, чтобы рекомендовать его в качестве чёрной комедии, и не настолько непредсказуемо, чтобы заинтриговать».
Ноэль Мюррей (Los Angeles Times) похвалил актёрскую игру Хэмма и Фей, при этом отметив: «Количество известных имен в титрах чёрно-комического детективного фильма „Мэгги Мур(ы)“ несоразмерно тому, насколько незначительным является сам фильм — хотя без них картина могла бы полностью расствориться».
Яна Телова (Film.ru) оценила фильм на 4 балла из 10, посчитав его симпатичным, но необязательным к просмотру.